# Jandaíra (Bahia)
Jandaíra è un comune del Brasile nello Stato di Bahia, parte della mesoregione del Nordeste Baiano e della microregione di Entre Rios.